# Пізанський університет

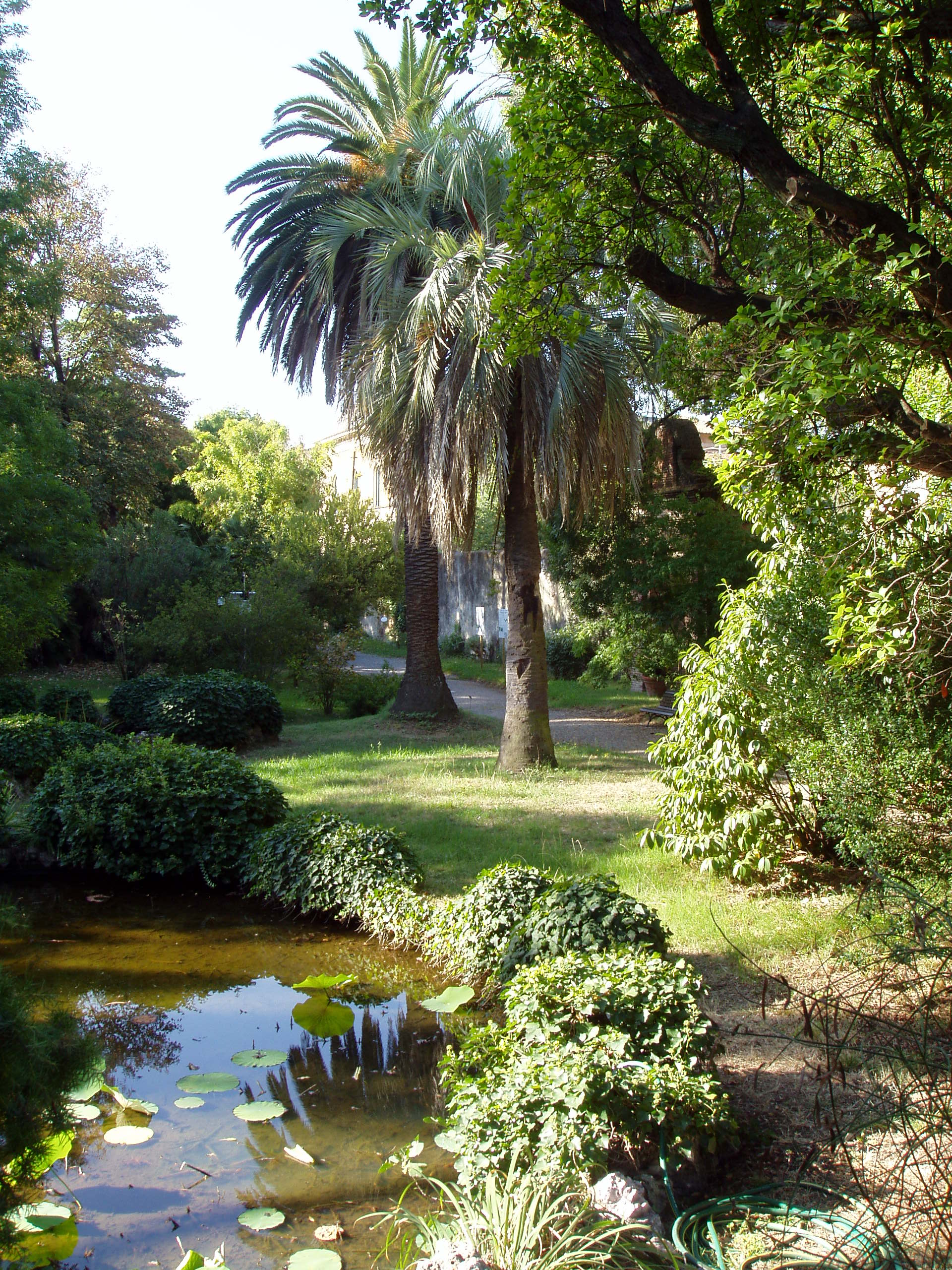
Ботанічний сад при університеті був заснований Козімо I в 1544 році; він оскаржує у Падуанського право називатися найстарішим у світі.

Пізанський університет (італ. Università di Pisa) — навчальний заклад у Тоскані, Італія, один з найстаріших університетів Європи, чия історія простежується з XI століття. Статус університету отримав 3 вересня 1343 року. Загальне число студентів: близько 57 тисяч, кількість факультетів: 11.
Пізанський університет входить до Пізанської університетської системи (італ. Sistema Universitario Pisano), яка зараз включає 3 навчальних заклади, в тому числі найпрестижнішу в Італії Вищу Нормальну Школу.

## Історія
Пізанський університет було засновано декретом Папи Климента VI 3 вересня 1343 року на базі шкіл, що існували в Пізі з XI століття. У момент заснування викладалися теологія, цивільне право, канонічне право і медицина.
1403 року, після захоплення міста Флоренцією, університет припинив роботу. 1473 року, стараннями Лоренцо Медічі, навчання відновилося і розширилося. Незабаром, однак, пішли нові війни й заколоти; в 1494 році університет було евакуйовано, він розміщувався в різних містах Італії і лише 1543 року, при Козімо I, повернувся до Пізи. 1545 року герцог Козімо затвердив університетський статут.
До кінця XVI століття Пізанський університет, при щедрій підтримці тосканських герцогів Медічі, стає одним з найавторитетніших навчальних закладів Європи, особливо в області права і медицини. В 1544 році при університеті був розбитий найстаріший в Європі академічний ботанічний сад, побудована обсерваторія, зібрана багатюща бібліотека, збільшилася кількість кафедр (включаючи математику, природничі науки, хімію та ін.)
У числі знаменитих студентів університету був місцевий уродженець Галілео Галілей; з 1589 по 1592 і Галілей був професором математики Пізанського університету. Пізніше, з 1610 року і до кінця життя, Галілей за указом герцога знову був зарахований на цю посаду, але без обов'язку викладати.
Після засудження Галілея італійська наукова школа занепадає. Відродження її було пов'язано з наполеонівськими реформами, і особливо з об'єднанням Італії. В 1839 році в Пізі відбувся Перший конгрес вчених Італії, а в університеті з'являється перша в світі кафедра сільського господарства. Після об'єднання Італії Пізанський університет знову стає передовим і престижним навчальним закладом країни.
У XX столітті кількість факультетів і кафедр було значно збільшено: з'явилися економіка, лінгвістика, фармацевтика, політика, література та ін.

## Сучасний стан
Пізанський університет складається з 11 факультетів і 57 відділень.
- Ветеринарія
- Інженерія
- Іноземні мови і література
- Математика і Природничі науки
- Медицина і Хірургія
- Політичні науки
- Право
- Сільське господарство
- Економіка
- Фармацевтика
- Філософія

Крім цих підрозділів, університет включає великі науково-дослідні центри по сільському господарству, астрофізиці, обчислювальної математики, інженерії, медицині та ветеринарії.
Корпуси університету розсіяні по місту, переважно по його центральній частині.

## Найбільш відомі випускники і співробітники
- Джуліано Амато, політик

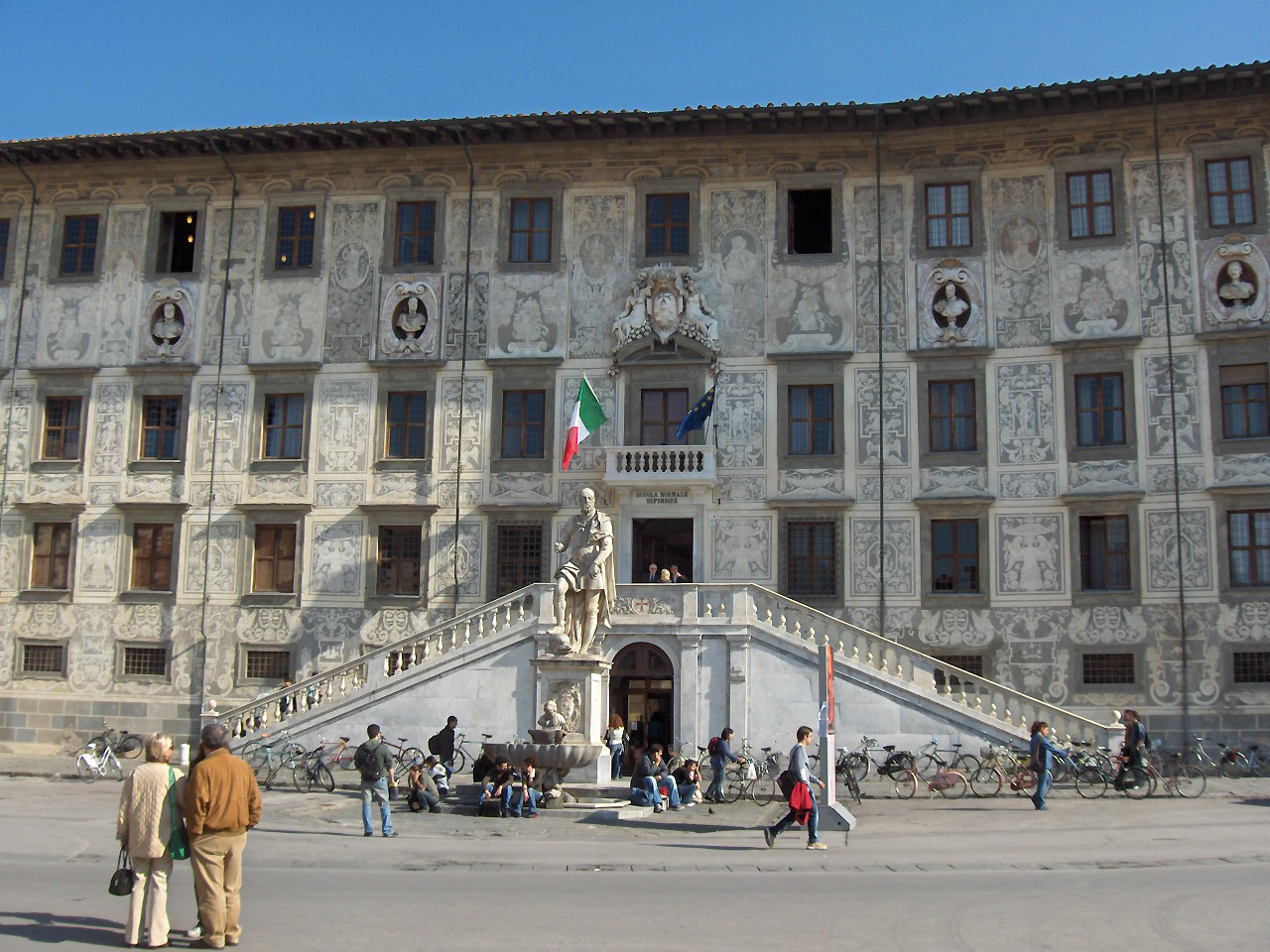
Стара будівля Пізанського університету (в наші дні — Вища Нормальна школа)

- Ісаак Артом, сенатор, головний секретар Кавура
- Одоардо Беккари, ботанік
- Лоренцо Белліні, анатом, фізіолог, поет, особистий лікар Козімо III Медічі
- Еудженіо Бельтрамі, математик
- Чезаре Борджіа, воєвода і кардинал
- Джованні Альфонсо Бореллі, фізик
- Андреа Бочеллі, оперний співак
- Філіппо Буонарроті, революціонер
- Андреас Везалий, анатом
- Віто Вольтерра, математик
- Галілео Галілей, фізик
- Алессандро Д'Анкона, письменники і критик
- Бонавентура Кавальєрі, математик
- Бенедетто Кастеллі, фізик
- Климент IX, папа римський
- Климент XII, папа римський
- Марчелло Мальпігі, біолог і лікар
- Оттавіано Фабріціо Моссотті, фізик, математик і астроном
- Карло Йосипович Поццо ді Борго, російський дипломат і державний діяч
- Грегоріо Річчі-Курбастро, математик
- Сальваторе Трінкезе, малаколог
- Франческо Феррара, сенатор, економіст, глава мінфіну Італії
- Енріко Фермі, фізик
- Андреа Чезальпіно, лікар